# 哈伊夫卡 (沃倫州)
51°33′28″N 23°54′41″E / 51.55778°N 23.91139°E
哈伊夫卡（烏克蘭語：Гаївка），是烏克蘭西部沃倫州的村落，由科韋利區的沙茨克市鎮管轄，始建於1993年，面積0.03平方公里，海拔高度169米，2001年人口202，人口密度每平方公里6,965.52人。